# 1995年日本の補欠選挙
1995年日本の補欠選挙（1995ねんにほんのほけつせんきょ）は、日本における立法府である参議院を構成する議員の欠員を補うため1995年に行われた補欠選挙である。

## 概要
補欠選挙は「議員の辞職あるいは死亡により欠員が生じた場合に行われる選挙」で、「当選人が得られなかった場合または当選人が不足した場合に、其の当選人の不足を補う」為に行われる再選挙と同様に公職選挙法第11章の「特別選挙｣に含まれている。1995年における補欠選挙は、11月に参院佐賀県選挙区で実施された。

## 11月19日実施補選
参院佐賀県選挙区で実施。元佐賀県議会議長の岩永浩美が当選した。

### 参院佐賀県選挙区補選
- 選挙事由：大塚清次郎参議院議員（自由民主党）の死去
- 立候補者：4人
- 当選者：岩永浩美（自由民主党）

| 当落 | 候補者名 | 党派       | 得票数  | 得票率 |
| ---- | -------- | ---------- | ------- | ------ |
| 当選 | 岩永浩美 | 自由民主党 | 184,031 |        |
|      | 天本俊正 | 新進党     | 125,447 |        |
|      | 柴田久寛 | 日本社会党 | 36,762  |        |
|      | 松尾義幸 | 日本共産党 | 22,058  |        |
投票率：56.25％